# Premetro Brüssel
|                                                       |  | Nord-Süd-Tunnel                                                       |                                                                       |
| U-Bahn-Tunnelanfang                                   |  | Linien 3, 25, 55, (31, 32)                                            | Linien 3, 25, 55, (31, 32)                                            |
| U-Bahn-Bahnhof (im Tunnel)                            |  | Gare du Nord/Noordstation Endstation Linie 4, Übergang Eisenbahn      | Gare du Nord/Noordstation Endstation Linie 4, Übergang Eisenbahn      |
| U-Bahn-Bahnhof (im Tunnel)                            |  | Rogier Endstation Linien 25, 55, Übergang Metro                       | Rogier Endstation Linien 25, 55, Übergang Metro                       |
| U-Bahn-Bahnhof (im Tunnel)                            |  | De Brouckère Übergang Metro                                           | De Brouckère Übergang Metro                                           |
| U-Bahn-Haltepunkt / Haltestelle (im Tunnel)           |  | Bourse/Beurs                                                          | Bourse/Beurs                                                          |
| U-Bahn-Haltepunkt / Haltestelle (im Tunnel)           |  | Anneessens                                                            | Anneessens                                                            |
| U-Bahn-Abzweig geradeaus und von rechts (im Tunnel)   |  | Linien 51, 82, (83)                                                   | Linien 51, 82, (83)                                                   |
| U-Bahn-Haltepunkt / Haltestelle (im Tunnel)           |  | Lemonnier                                                             | Lemonnier                                                             |
| U-Bahn-Abzweig geradeaus und nach links (im Tunnel)   |  | Linie 82, (83)                                                        | Linie 82, (83)                                                        |
| U-Bahn-Bahnhof (im Tunnel)                            |  | Gare du Midi/Zuidstation Übergang Metro, Eisenbahn, Tram 81, 82, (83) | Gare du Midi/Zuidstation Übergang Metro, Eisenbahn, Tram 81, 82, (83) |
| U-Bahn-Haltepunkt / Haltestelle (im Tunnel)           |  | Porte de Hal/Hallepoort Übergang Metro                                | Porte de Hal/Hallepoort Übergang Metro                                |
| U-Bahn-Haltepunkt / Haltestelle (im Tunnel)           |  | Parvis de St-Gilles/Sint-Gillisvoorplein                              | Parvis de St-Gilles/Sint-Gillisvoorplein                              |
| U-Bahn-Haltepunkt / Haltestelle (im Tunnel)           |  | Horta Übergang Linien 81, 97                                          | Horta Übergang Linien 81, 97                                          |
| U-Bahn-Bahnhof (im Tunnel)                            |  | Albert                                                                | Albert                                                                |
| U-Bahn-Abzweig nach links und nach rechts (im Tunnel) |  | Linien 3, 4, 51, (31, 32)                                             | Linien 3, 4, 51, (31, 32)                                             |

|                                             |  | Grande-Ceinture-Tunnel                                |                                                       |
| U-Bahn-Tunnelanfang                         |  | Linien 7, 25                                          | Linien 7, 25                                          |
| U-Bahn-Haltepunkt / Haltestelle (im Tunnel) |  | Diamant                                               | Diamant                                               |
| U-Bahn-Haltepunkt / Haltestelle (im Tunnel) |  | Georges Henri                                         | Georges Henri                                         |
| U-Bahn-Bahnhof (im Tunnel)                  |  | Montgomery Übergang Metro, Tram 38, 44, 81, Eisenbahn | Montgomery Übergang Metro, Tram 38, 44, 81, Eisenbahn |
| U-Bahn-Haltepunkt / Haltestelle (im Tunnel) |  | Boileau                                               | Boileau                                               |
| U-Bahn-Tunnelende                           |  | Linien 7, 25                                          | Linien 7, 25                                          |

| |  | Simonis-Tunnel                    |                                   |
| U-Bahn-Tunnelanfang |  | Linien 9, 19                      | Linien 9, 19                      |
| U-Bahn-Bahnhof (im Tunnel) |  | Simonis Übergang Metro, Eisenbahn | Simonis Übergang Metro, Eisenbahn |
| U-Bahn-Abzweig geradeaus, ehemals nach links und ehemals von links (im Tunnel) · U-Bahn-Strecke quer (außer Betrieb) (im Tunnel) · U-Bahn-Abzweig ehemals quer und nach links |  | von/zur Linie 51 (ehemals)        | von/zur Linie 51 (ehemals)        |
| U-Bahn-Tunnelende |  | Linie 19                          | Linie 19                          |

In Brüssel gibt es mehrere Straßenbahnlinien, die Tunnelstrecken nutzen. Alle Linien werden von der Société des Transports Intercommunaux de Bruxelles/Maatschappij voor het Intercommunaal Vervoer te Brussel betrieben. Die Premetro wurde bereits auf einigen Strecken durch die Metro ersetzt.

## Linienverzeichnis

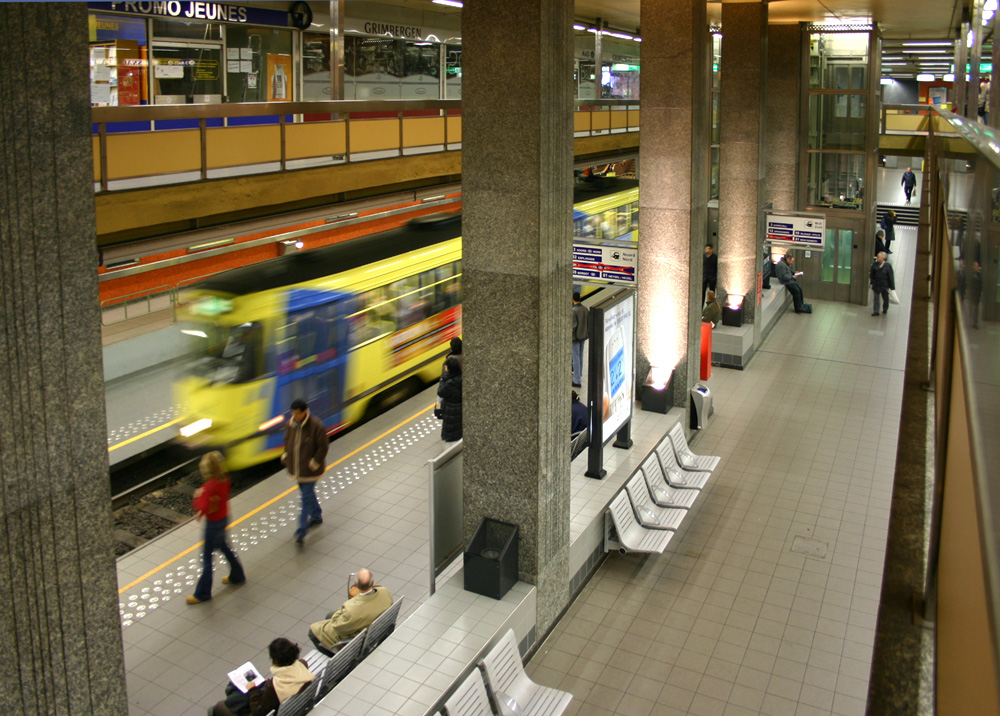
Umsteigestation De Brouckère im Stadtzentrum

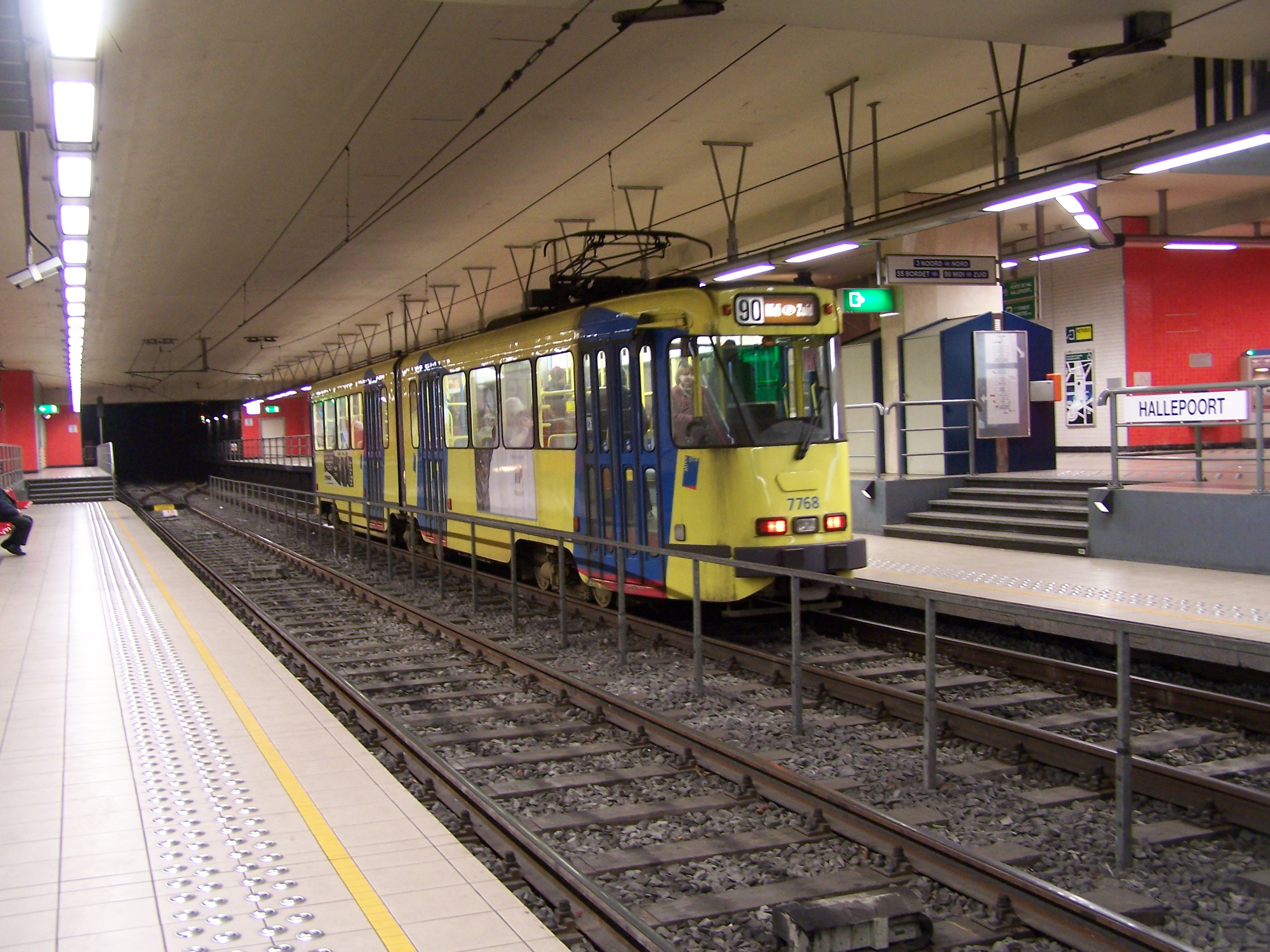
Zug der ehemaligen Linie 90 in der Station Hallepoort/Porte de Hal

### Linien, die durch Tunnel führen
Folgende Linien der Straßenbahn Brüssel verlaufen teilweise durch Tunnel. In Fettschrift sind jeweils die erste und die letzte im Tunnel befindliche Haltestelle angegeben; auf einzelnen Linien liegt nur eine einzige Haltestelle unterirdisch, sodass statt zwei Angaben (von – bis) nur eine erfolgt. Die Abkürzungen bedeuten: NS Nord-Süd-Tunnel, GC Tunnel unter der Grande Ceinture, dem Großen Ring im Brüsseler Osten, AT anderer Tunnel.
| Linien-Nummer | Gesamter Linienweg                                                                                       | Durchfahrener Tunnel |
| ------------- | --- | -------------------- |
| 3             | Esplanade – Gare du Nord/Noordstation – Albert – Churchill                                               | NS                   |
| 4             | Gare du Nord/Noordstation – Albert – Stalle [P]                                                          | NS                   |
| 7             | Heizel/Heysel – Diamant – Boileau – Vanderkindere                                                        | GC                   |
| 9             | Simonis ↔ Roi Baudouin/Koning Boudewijn                                                                  | AT                   |
| 19            | De Wand – Simonis – Groot-Bijgaarden                                                                     | AT                   |
| 25            | Rogier – Gare du Nord/Noordstation – Meiser Station – Diamant – Boileau – Boondaal Station/Boondael Gare | NS, GC               |
| 39            | Ban-Eik – Montgomery Schleife                                                                            | AT                   |
| 44            | Tervuren Station – Montgomery Schleife                                                                   | AT                   |
| 51            | Stade/Stadium – Lemonnier – Albert – Van Haelen                                                          | NS                   |
| 55            | Rogier – Gare du Nord/Noordstation – Da Vinci                                                            | NS                   |
| 81            | Marius Renard – Keine Haltestelle nur eine Unterfahrung des Place de la Constitution – Montgomery        | NS                   |
| 82            | Berchem Station – Lemonnier – Drogenbos Château/Kasteel                                                  | NS                   |

### CHRONO
Die Linien 3, 4 und 7 haben auf den Metroplänen der STIB/MIVB als einzige Premetro-Linien die Bezeichnung CHRONO; die anderen erscheinen nur auf den Gesamtplänen.

## Geschichte

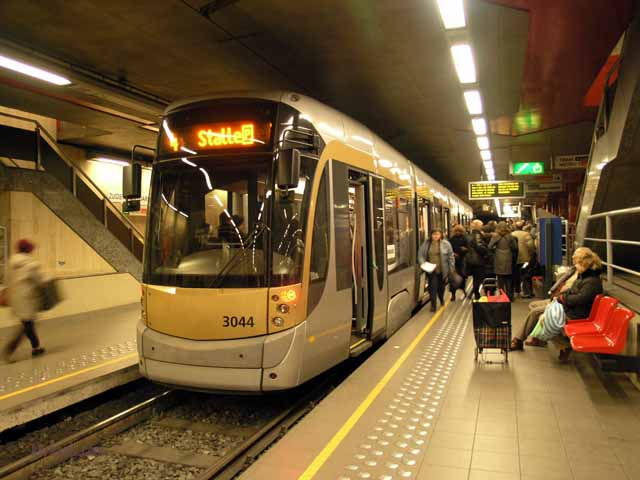
Gare du Midi/Zuidstation: Zug der Linie 4 nach Stalle P

Als Anlass für den Bau galt die Nord-Süd-Verbindungsbahn, d. h. die 1952 eröffnete Verbindung zwischen den beiden ehemaligen Kopfbahnhöfen der belgischen Eisenbahn, Gare du Nord/Noordstation und Gare du Midi/Zuidstation. Durch den Bau wurde auch das Umfeld der Bahnhöfe städtebaulich neu geordnet.
Dringender Handlungsbedarf zeigte sich dabei auf dem Place de la Constitution vor dem Gare du Midi/Zuidstation, da dort sowohl mehrere Hauptstraßen als auch eine Vielzahl von Straßenbahnstrecken zusammenlaufen, die seinerzeit noch alle an der Oberfläche geführt wurden und einander dadurch teilweise behinderten.
Deshalb wurde 1950 beschlossen, eine Tunnelanlage für die Straßenbahn zu bauen, wodurch auch neue Linienläufe entstanden. Dieses komplexe Bauwerk wurde am 16. Dezember 1957 in Betrieb genommen. Weitere Tunnel folgten.

### Eröffnungsdaten
| Strecke                               | Eröffnung          | Umstellungsdatum   | (heutige) Metrolinien |
| ------------------------------------- | ------------------ | ------------------ | --------------------- |
| Lemonnier – Gare du Midi/Zuidstation  | 16. Dezember 1957  | –                  | –                     |
| De Brouckère – Schuman                | 17. Dezember 1969  | 20. September 1976 | 1 und 5               |
| Porte de Namur/Naamsepoort – Madou    | 21. Dezember 1970  | 02. Oktober 1988   | 2 und 6               |
| Diamant                               | 03. Mai 1972       | –                  | –                     |
| Madou – Rogier                        | 18. August 1974    | 02. Oktober 1988   | 2 und 6               |
| Diamant – Boileau                     | 31. Januar 1975    | –                  | –                     |
| Gare du Nord/Noordstation – Lemonnier | 04. Oktober 1976   | –                  | –                     |
| Montgomery Schleife1                  | 16. September 1976 | –                  | –                     |
| Porte de Namur/Naamsepoort – Louise   | 19. August 1985    | 02. Oktober 1988   | 2 und 6               |
| Simonis                               | 23. Juni 1986      | –                  | –                     |
| Gare du Midi/Zuidstation – Albert     | 03. Dezember 1993  | –                  | –                     |

Eröffnungsanimation bis 4. September 2006
Blau = Premetro, andere Linien = Metro

1 Die Linien 39 und 44 führten vorher als Premetro bis ins Zentrum, doch als die erste Metrolinie in Betrieb genommen wurde, baute man als Ersatz in Montgomery eine Wendeschleife im Tunnel, die von den Linien 39 und 44 genutzt wird.